# Mauricio Manzano
José Mauricio Manzano López (San Salvador, 30 settembre 1943) è un ex calciatore salvadoregno, di ruolo difensore.

## Carriera
Prese parte con la Nazionale salvadoregna ai Mondiali del 1970.